# 羅德納山脈國家公園
47°32′24″N 24°44′06″E / 47.54°N 24.735°E

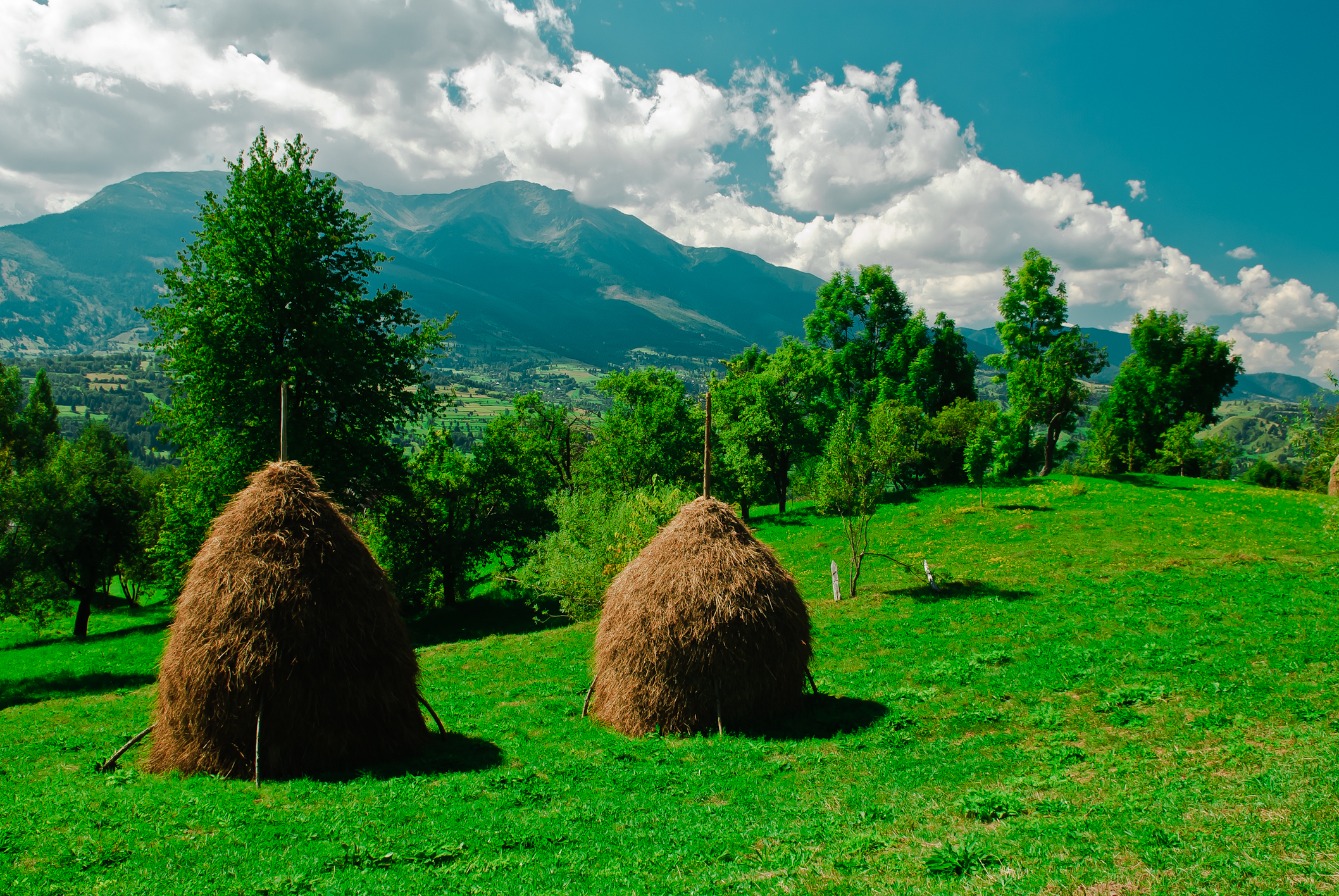

羅德納山脈國家公園是羅馬尼亞的國家公園，位於該國北部，橫跨馬拉穆列什縣和比斯特里察-訥瑟烏德縣，處於羅德納山脈地區，成立於2000年3月6日，面積466平方公里。